# Luis Silvero
Luis Silvero (Buenos Aires, 10 novembre 1943) è un ex calciatore argentino, di ruolo difensore.

## Carriera
Tra il 1966 ed il 1967 gioca nel San Lorenzo, con cui milita due stagioni nella massima serie argentina, entrambe conclusi nelle prime posizioni in classifica.
Nel 1968 si trasferì agli statunitensi del Dallas Tornado. I Tornado erano reduci dal tour mondiale voluto ed organizzato dal nuovo allenatore del club, il macedone-canadese Bob Kap, che vide la franchigia impegnata in una serie di massacranti incontri tra Africa, Europa, Asia e Oceania. Il tour ebbe effetti devastanti sulla squadra durante la stagione regolare, la prima della neonata NASL, che nonostante l'allontanamento di Kap, inanellò una lunga serie di sconfitte. La squadra chiuse il torneo al quarto ed ultimo posto della Gulf Division, con sole due vittorie e quattro pareggi ottenuti a fronte di ben 26 sconfitte.
Terminata l'esperienza statunitense torna in patria per giocare nel Tigre.